# Old Guard
Old Guard (engl. Alte Garde) bezeichnet die Strukturen und das Rollenverständnis innerhalb der US-amerikanischen schwulen Lederszene zwischen dem Ende des Zweiten Weltkrieges bis etwa zur Mitte der 1980er Jahre. Die in den 1980ern und 1990er Jahren entstandene Gegenbewegung bezeichnet man als New Guard oder New Leather.

## Old Guard
Das im Jahr 1972 erschienene Buch von Larry Townsend The Leatherman's Handbook stellt die Verbindung zwischen der schwulen Lederszene und dem BDSM dar und beschreibt den Verhaltenscodex der Old Guard. Diese Verhaltensregeln betonten unter anderem eine strikte Rollenfestlegung und -teilung zwischen dominantem und submissivem Partner (beispielsweise kein Switchen) und formales sowie betont männliches Verhalten untereinander. Weitere Praktiken der Old Guard betonen Werte wie Disziplin, Ehre, Brüderlichkeit und Respekt und sollen einen strikten Lebensstil und ein privilegienbasiertes Rangsystem innerhalb der Subkultur unterstützt haben. Aufgrund der staatlichen Verfolgung Homosexueller und der gesellschaftlichen Ablehnung der Subkultur schloss sich die Old-Guard-geprägte Szene nach außen hin in Form von Zirkeln ab.
Diese Zeit wird retrospektiv häufig verklärt, die Rollenpolarität als angenehm beschrieben, angesichts der Zunahme des switchenden Anteils der Subkultur. Ob es tatsächlich eine festgelegte Laufbahn gab, die Sadomasochisten vom Bottom bis hin zum Top durchlaufen mussten, ist unklar, wird aber häufig erwähnt, beispielsweise in dem in der Lederszene bekannten Roman Mister Benson.
Gelegentlich wird auch die frühe Gay-Bewegung als Old Guard bezeichnet.

## New Guard
Als Gegenbewegung zur rigiden Struktur der Old Guard entstand in den 1980ern und 1990ern die New Guard, die auch als New Leather bezeichnet wird. Diese Bewegung war dem Switchen gegenüber positiv eingestellt, akzeptierte ein viel breiteres Spektrum erotischer Spielarten und beförderte die Anzahl der pansexuellen Clubs. Dieser Ausdruck wird überwiegend in den USA verwendet, während Old Guard auch in Europa als Synonym für die restriktive Auffassung des BDSM verwendet wird.

## High and Low Protocol
Eine weitere sprachliche Unterscheidung zwischen der rigiden und der gemäßigten Auffassung der Rollenverteilung und der Verhaltensregeln ist der gruppenbezogene Begriff high or low protocol (engl. hohes oder niedriges Protokoll), wobei das high protocol die strikten Auffassungen der Old Guard beschreibt und low protocol eher einen gemäßigten und entspannten Umgang mit der BDSM-Thematik beschreibt.